# Go-shujin sama to Kemonomimi no Shoujo Mel
Go-shujin-sama to Kemonomimi no Shoujo Mel (ご主人様と獣耳の少女メル lit. La Patrona y Mel, la niña de las orejas peludas''?) es un manga japonés creado por Hachi Itou. Fue publicado en la web magazine @vitamin de la editorial Kadokawa Shoten, entre el 13 de junio de 2016 y el 23 de marzo de 2018.

## Resumen
Esta es una tierna historia enfocada en Mel, una niña de orejas peludas que sirve de mucama y su patrona, ambas residen en una vasta mansión.
Esta obra tuvo una serie doujinshi llamada Go-shujin-sama to watashi (La Patrona y Yo) 

## Sinopsis
Mel, una niña de orejas peludas empieza a trabajar y vivir en una opulenta mansión donde hallará un magno aposento y allí, a su antipática patrona. Allí, ella irá encontrando su trocito de felicidad en medio de las muchas incertidumbres. Su Patrona, quien fuere una mujer solitaria y llena de desconfianza hacia la gente, forjará una relación paternal y romántica con Mel, la niña de corazón puro.

## Personajes
Mel (メル/Meru)
Es la protagonista, una niñita teriántropa. Su patrona la recogió de un internado y se llevó a vivir a su mansión. 
Allí, labora como mucama estando bajo la tutela de Colette.
Al haber llegado por vez primera a la mansión, se había llenado de ansiedad e incertidumbres. Pero, comienza a demostrar de manera gradual, un cariño y un afecto muy especial hacia su patrona.
La Patrona (ご主人様/Go-shujin-sama)
Es la coprotagonista y dueña de la mansión. Novelista de profesión.
Perdió a sus suegros en un accidente y su tío, quien fuere su único amigo, la traicionó y eso la sumió en la misantropía.
Es taciturna e inexpresiva. Pero luego demuestra un gran amor por Mel.
Colette (コレット/Coretto)
Una anciana mayor de edad labora como ama de llaves con más antigüedad en la mansión.
Es la más laboriosa, es capaz de hacer todo tipo de labores como la cocina, el aseo y la costura. Por esto, se dejó encariñar de Mel. 
Ella le sugirió a su patrona misántropa llevarse a la niña teriántropa a su mansión.
Stella (ステラ/Sutera)
Es la amiga de la infancia de la Patrona, la jefa de Mary y es pintora de profesión. 
Mary (マリー/Marii)
Una niña teriántropa, la mejor amiga de Mel y era una alumna prodigio del internado.
Fue adoptada por Stella. Demuestra tener un cariño muy especial con Mel.
Fran (フラン/Furan)
Una niña teriántropa. Amiga de Mel y Mary. es muy odiosa con Mel, pero en el fondo es gentil.
Mist (ミスト/Misuto)
Es el colega de trabajo de la Patrona. Tiende a ser un tipo muy serio con la forma de actuar de la patrona.

## Go-shujin-sama to watashi(La Patrona y yo)
Este se trata de una serie doujinshi subyacente de la obra original. 
En su etapa inicial, a Mel le crecieron orejas humanas, la mansión lucía muy diferente y difería muchísimo de la versión serializada. Hoy en día, sigue teniendo el porte de la obra impresa. 
Tras haber concluido la serie, obras posteriores a Go-shujin-sama to Hana no hi (La patrona y el día de la flor) y posteriores a la obra original se siguen dibujando.

## Información bibliográfica
- Hachi Itou (Go-shujin sama to Kemonono mimi no shoujo Mel) Kadokawa Shōten (Dengeki Comic NEXT), 3 tomos.

Publicaciones
| Tomo | Fecha de lanzamiento | Contenido                              | ISBN                   |
| ---- | -------------------- | -------------------------------------- | ---------------------- |
| 1    | 27/01/2017           | Eps. 1-7                               | ISBN 978-4-04-892738-3 |
| 2    | 27/09/2017           | Eps. 8-12 + 2 eps. de edición especial | ISBN 978-4-04-893365-0 |
| 3    | 24/03/2018           | Eps. 13-17 (final) + comisión          | ISBN 978-4-04-893730-6 |

Doujinshi
| Fecha de lanzamiento | Título                           | Evento      | Reimpresión                               |
| -------------------- | -------------------------------- | ----------- | ----------------------------------------- |
| 16/08/2015           | Go-shujinsama to watashi         | Comiket 88  | Reimpreso                                 |
| 29/12/2015           | Go-shujinsama to Issho ni        | Comiket 89  | Reimpreso                                 |
| 14/08/2016           | Go-shujinsama to Natsuyasumi     | Comiket 90  | Reimpreso                                 |
| 23/10/2016           | Go-shujinsama to Aki no hi       | Comitia 118 | Publicado en el tomo 2 del manga original |
| 30/12/2016           | Go-shujinsama to Yuki no hi      | Comiket 91  | Reimpreso en el tomo 2 del doujinshi      |
| 12/02/2017           | Go-shujinsama to fushigi na hana | Comitia 119 | Reimpreso en el tomo 1 del doujinshi      |
| 06/05/2017           | Go-shujinsama to kyujitsu        | Comitia 120 | No incluido                               |
| 30/12/2017           | Go-shujinsama to oyasumi         | Comiket 93  | Reimpreso en el tomo 2 del doujinshi      |
| 11/02/2018           | Watashi no tomodachi             | Comitia 123 | Reimpreso en el tomo 2 del doujinshi      |
| 05/05/2018           | Go-shujinsama to Hana no hi      | Comitia 124 | Reimpreso en el tomo 2 del doujinshi      |
| 13/08/2018           | Watashi no suki na ko            | Comiket 94  | Reimpreso en el tomo 2 del doujinshi      |
| 13/08/2018           | Go-shujinsama to Hare no hi      | Comiket 94  | Reimpreso en el tomo 2 del doujinshi      |
| 24/11/2018           | Go-shujinsama to Haru no hi      | Comitia 126 | Reimpreso en el tomo 2 del doujinshi      |
| 25/11/2018           | Go-shujinsama to Shiroiro        | Comitia 130 | No incluido                               |

Reimpresión
| Fecha de publicación | Título                                   | Evento     |
| -------------------- | ---------------------------------------- | ---------- |
| 13/08/2017           | Go-shujinsama to watashi - reimpresión   | Comiket 92 |
| 11/08/2019           | Go-shujinsama to watashi 2 - reimpresión | Comiket 96 |